# Drum Barracks
Les Drum Barracks (quartier Drum), aussi connues comme le camp Drum et le musée de la guerre des Sécession des Drum Barracks, est la dernière installation militaire construite à l'époque de la guerre de Sécession dans la région de la Los Angeles. Situées dans la section de Wilmington de Los Angeles, près du port de Los Angeles, elles sont répertoriées en tant que monument historique de Californie, monument culturel historique de Los Angeles, et sont répertoriées sur le Registre national des lieux historiques. Depuis 1987, elles servent de musée sur la guerre de Sécession ouvert au public.

## Histoire
Au déclenchement de la guerre de Sécession en avril 1861, des inquiétudes du côté de l'Union à propos de la loyauté et de la sécurité de la région de Los Angeles. Beaucoup de résidents de la région sont arrivés récemment des États du Sud, et le sudiste John C. Breckinridge a reçu deux fois plus voix qu'Abraham Lincoln lors de l'élection présidentielle de 1860. Une compagnie de sécessionnistes est  fait des entraînements publics à El Monte, montant le drapeau du « California's Bear » au lieu des « Stars and Stripes ».
Phineas Banning (en), le fondateur de  Wilmington (alors connu comme New San Pedro), écrit une lettre au président Lincoln prédisant que l'Union perdra la Californie à moins de faire des provisions pour battre le sentiment pro-confédéré. Au début, l'Union déplace une garnison du fort Tejon vers le camp Latham près de Culver City en Californie.  Plus tard en 1861, Banning et Benjamin Davis Wilson, le premier maire de Los Angeles, donnent 60 acres (242 811 m2) à Wilmington au gouvernement pour un dollar chacun pour être utilisés à la construction d'une garnison de l'Union. En janvier 1962, le commandement militaire est déplacé du camp Latham au camp Drum à Wilmington, et en mars 1862, toutes les troupes du camp Latham, à l'exception d'une compagnie, sont installées dans le camp Drum. Le camp est construit entre 1862 et 1863 pour un coût de 1 million de dollars et comprend 19 bâtiments situés sur 60 acres (242 811 m2) à Wilmington avec 37 acres (149 734 m2) supplémentaires près du port. En mars 1864, des lettres et papiers officiels se réfèrent au campement en tant que « Drum Barracks » plutôt que « camp Drum ».
Le camp Drum et les Drum Barracks tirent leur nom du colonel Richard C. Drum, alors adjoint à l'adjudant général du département du Pacifique de l'armée, stationné à San Francisco, et non d'après un instrument à percussion. Il n'y a pas d'archive selon lesquelles le colonel Drum ait jamais vu ou mis un pied sans la station portant son nom.
Pendant la guerre de Sécession, le camp Drum est le quartier général du district de Californie du Sud (en) et le siège de la colonne de Californie, commandée par le colonel James Henry Carleton. Entre 2 000 et 7 000 soldats sont stationnés au camp Drum, et Wilmington devient une communauté florissante avec une population plus grande que Los Angeles pendant la guerre.
En 1862, les volontaires du Texas prennent le contrôle de grandes parties du territoire du Nouveau-Mexique (qui comprend l'actuel Arizona) pour la Confédération, et le colonel Carleton reçoit l'ordre de reprendre le contrôle du territoire. Approximativement, 2 350 soldats de la colonne de Californie marchent du camp Drum et combattent lors de la bataille de Picacho Pass, la bataille la plus occidentale de la guerre de sécession.
En 1864, le gouvernement fédéral craint les tentatives des sympathisants confédérés d'armer des navires corsaires pour couler les navires transportant l'or et l'argent de Comstock Lode pour aider l'Union. pour les priver d'un ancrage, la compagnie C du 4th California Infantry (en) sous les ordres du capitaine West, occupe l'île Santa Catalina le 1er janvier 1864, et met un terme à l'extraction d'or en ordonnant l'expulsion de tout le monde sur l'île. Une petite garnison de troupes de l'Union stationnent au camp Santa Catalina Island (en) sur l'isthme à l'extrémité ouest de l'île pendant près de neuf mois. Leurs casernes restent la plus vieille structure sur l'île dans la région de Two Harbors, en Californie et sont actuellement le siège de l'Isthmus Yacht Club.
Le camp Drum sert aussi de moyen de dissuasion contre les sympathisants confédérés de la région de Los Angeles, aide à garder le territoire loyal à l'Union, et empêche les confédérés d'utiliser le port de Los Angeles.
Après la guerre de Sécession, le camp Drum reste actif pendant plusieurs années lors des guerres indiennes. En 1870, il est désactivé et tombe en désuétude. En octobre 1871, le Los Angeles Star rapporte que toutes les troupes restant aux Drum Barracks ont reçu l'ordre de rejoindre le fort Yuma.
En 1873, le gouvernement retourne le terrain à Bannins et Wilson après avoir mis aux enchères les bâtiments. Banning achète cinq des bâtiments pour 2 917 $ (5 812 $ actuels), et Wilson en achète un pour 200 $ (621 $ actuels).

## Appellation historique, préservation et utilisation en tant que musée
En 1927, les Drum Barracks sont répertoriées en tant que monument historique par les Native Sons of the Golden West (en), et en 1935, elles sont répertoriées officiellement en tant que monument historique de Californie # 169. Avec la création de la commission de l'héritage culturel de Los Angeles en 1962, les Drum Barracks est l'un des premiers sites désignés comme monument culturel historique (HCM #21), obtenant l'appellation du monument en 1963. Elles sont aussi désignées et répertoriées sur le Registre national des lieux historiques en 1971.
En 1963, le propriétaire met en vente la propriété, et des craintes grandissent à propos d'une démolition potentielle. Sous la direction de Walter Holstein, les résidents forment la «  Society for The Preservation of Drum Barracks », levant des fonds pour acheter la propriété. En 1967 sous la direction d'Oliver Vickery, le conservateur de la Banning House (en), et Joan Lorenzen, l'État de Californie achète les Drum Barracks, la Society gardant la responsabilité de l'entretien et la gestion des quartiers en tant que site historique. En 1986, l'État donne la propriété à la ville de Los Angeles à la condition qu'elles soient utilisées en tant que musée sur la guerre de Sécession.
La structure de seize chambres est le quartier des officiers, qui était l'un des dix-neuf bâtiments similaires du site. Actuellement, les quartiers sont ouverts en tant que musée qui commémore la contribution de la Californie à la guerre de Sécession.

## Désordres
Le bâtiment restant a une réputation locale d'être le lieu d'une activité paranormale , avec des visiteurs et des résidents déclarant entendre le son du tintement de chaînes ou de roues de wagon et de sabots de chevaux, voyant de la fumée (probablement de pipes de soldats), repérant des apparitions d'une femme dans une robe à crinoline (en), et sentant une forte odeur de lavande. Les Drum Barracks ont été décrites sur Les Enquêtes extraordinaires au début des années 1990 dans un segment intitulé « les fantômes de la guerre de Sécession ». Certaines personnes interviewées dans ce segment déclarent avoir vu des soldats de la guerre de Sécession. En 2005, les Barracks sont décrites dans un épisode de Most Haunted (en)

## Référence
1. ↑  Marilyn Lofthus
2. 1 2 3 4 5 6  Drum Beats
3. ↑  J. D. Young, pp. 595–598
4. ↑  Oliver Vickery
5. ↑  State of California Office of Historic Preservation
6. ↑  City of Los Angeles
7. ↑  Most Haunted épisode: 92